# 두 문화
두 문화는 영국의 과학자 겸 소설가 찰스 퍼시 스노우가 행한 영향력 있는 1959년 리드 강좌(Rede Lecture)의 제목이다. 그 주제는 현대 사회의 두 문화 곧 과학과 인문학 사이의 의사소통 단절이 세계 문제를 해결하는 데 가장 큰 걸림돌이라는 것이었다. 스노우는 교육받은 과학자이면서 성공적인 소설가로서 그 문제의 거론에 알맞은 자격이 있었다. 
그 강좌는 5월 7일 케임브리지 대학교 본부 세니트 하우스에서 열렸고, 이내 《두 문화와 과학 혁명》으로 출판되었다. 그 강좌와 책은 스노우가 역시 "두 문화"라는 제목으로 1956년 10월 6일에 출판된 《뉴 스테이츠맨》 잡지에 실은 논문을 확장한 것이었다. 스노우의 강좌가 책으로 출판되자 대서양 양쪽에서 널리 읽히고 토론되었으며, 그는 마침내 《두 문화와 두 번째 시각: 두 문화와 과학 혁명의 확장판》(1964)을 또 다시 쓰게 되었다. 
그러나 스노우의 주장에 대한 비판이 없지 않았다. 예컨대, 문학평론가 프랭크 리비스는 《더 스펙테이터》에서 스노우를 조롱하고 그를 과학계의 PR 맨이라고 깎아내렸다. 그러나 《더 타임스 리터러리 서플먼트》는 《두 문화와 과학 혁명》을 2차 대전 이후 서방세계의 대중적 담론에 영향을 미친 백 권의 책에 포함시켰다.

## 함축과 영향
"두 문화"는 두 입장 차이를 나타내는 간편한 표현으로서 보편적인 어휘에 포함되었다. 그 두 입장이란:
1. 과학적 방법은 언어와 문화 속에 뿌리박혀 있다는 관점으로 인문학을 뒤덮고 더욱 더 구성주의적으로 가는 세계관, 그리고
2. 관찰자는 편견없이 문화와 상관없이 객관적으로 자연을 관찰할 수 있다고 보는 과학적 관점.

그 표현은 현대 세계의 과학자와 인문학 지식인들 사이에서 벌어져 온 균열 또는 적대감이 감도는 몰이해를 나타내는, 애매하면서도 널리 퍼진 약호로서 살아 남았다.
두 입장의 이같은 양극화는 정말 20세기 후반 학계의 한 쟁점이었다. 스노우의 원래 주장은 수사학적 도구에 의존했다. 
그의 골-간격-균열 주장을 더욱 강조하기 위해서, 스노우는 이내 "인문학 지식인"과 "전통 문화"를 호환적으로 사용한다. 이같은 혼동은 "모든 '전통적' 문화"에 "비과학적" 심지어 "반과학적" 경향이 있다는 관념을 불러일으킨다. 이것은 무엇을 뜻하는가? 아리스토텔레스, 유클리드, 갈릴레오, 코페르니쿠스, 데카르트, 보일, 뉴톤, 로크, 칸트: "모든 '전통적' 문화" 속에서 이들보다 더 "전통적"인 사람이 있는가[?]
스노우 자신도 다시 생각해보고 2분법적 단정에서 약간 후퇴했다. 그의 1963년 책에서 그는 '제3 문화'의 중재 가능성에 대하여 좀 더 낙관적으로 말했다. 이 개념은 나중에 존 브록맨이 1995년 책 《제3 문화: 과학 혁명을 넘어서》에서 다시 꺼냈다. 스테판 콜리니( Stefan Collini)는 《두 문화》(1993)를 다시 인쇄할 때, 세월이 스노우가 주목했던 문화의 간격을 많이 줄였지만 모두 없애지는 못했다고 지적했다.
여러 학문 분야의 특성과 각 분야마다의 발달에 대한 이해가 더해갈수록 '두 문화' 같은 단순한 2분법은 전보다 덜 그럴듯하게 들리게 되었다.
스티븐 제이 굴드의 2003년 책 《고슴도치, 여우, 그리고 훈장님의 발진》은 다른 시각을 제시한다. 그 책은 변증법적 해석을 내세워, "두 문화"라고 하는 스노우의 개념은 과녁을 빗나갔을 뿐만 아니라 근시안적이고 해로운 시각이며, 아마 수십 년간 필요없는 담 쌓기로 이어졌을 것이라고 주장한다. 
그럼에도 불구하고, 스노우의 기본 시각은 아직도 유효한 바: 인문학자들은 과학을 많이 알지 못하고 열역학 제2법칙을 몰라도 아무렇지도 않은 한편, 과학자는 세익스피어가 누구인지도 모르고 정말이지 그의 연극을 많이 알지 못해도 아무렇지도 않다. 이같은 간격은 "두 문화"라는 간략한 기호로 이해될 수 있으며, 이것은 스노우 경 덕택이다.

## 철학적 화신
사이먼 크리칠리는 《대륙 철학: 짧은 개요》(2001, p. 49)에서 스노우의 강좌에 대하여 다음과 같이 시사했다:
[스노우]는 공동의 문화는 사라지고 두 다른 문화 곧 한편으로 과학자들이 대표하는 문화와 다른 한편 스노우가 말하는 "인문학 지식인들"이 대표하는 문화가 대두했다고 진단했다. 만일 전자가 과학과 기술과 산업에 의한 사회 개혁과 진보를 선호한다면, 인문학 지식인들은 고도 산업 사회에 대한 이해와 동조의 관점에서 스노우가 말하는 '자연 상태의 러다이트들'이다. 밀의 용어로는, 그 분파는 벤덤 파와 콜러리지 파의 사이다.
다시 말해서, 스노우가 말한 바는 19세기 중엽에 유행했던 논쟁을 다시 표면화시킨 것이라고 크리칠리는 지적했다. 크리칠리는 리비스가 논쟁에 기여한 바는 '악의에 찬 인신공격'이었고, 나아가 토머스 헨리 헉슬리와 매슈 아널드를 또한 인용하면서 그 논쟁은 '영국 문화사에서 잘 알려진 충돌'(ibid, p. 51)이라고 지적했다.

## 스노우 인용
- 1930년대 어느 날 고드프리 하디가 나에게 이렇게 말해서 좀 놀란 적이 있었다:
요즘 "지식인"이라는 말이 어떻게 쓰이는지 주목한 적 있소? 확실히 러더포드나 에딩턴이나 디락이나 아드리안이나 나를 포함하지 않는 새로운 정의가 있는 것 같소. 그거 좀 이상한 것 같지 않소? 안그렇소?
- 전통 문화의 기준에 비추어 고등교육을 받았다고 여겨지고 과학자들의 무식함에 대하여 신이 나서 유감을 표명하는 사람들의 모임에 나는 여러 번 참석했다. 한두 차례 당하고 나서, 나는 그들 중 얼마나 많은 사람이 열역학 제2법칙을 설명할 수 있느냐고 물었다. 반응은 싸늘했고 또 부정적이었다. 그때 나는 "당신은 세익스피어의 이 작품을 읽었습니까?"에 해당하는 과학자 입장의 질문을 던졌을 뿐이었다.
- 만일 내가 보다 더 쉬운 질문, 예컨대, "당신은 읽을 수 있습니까?"에 해당하는 질문, "당신에게 질량 또는 가속도는 무슨 뜻입니까?"라고 물었다면, 고등교육을 받은 열 사람 가운데 불과 한 사람이 내가 자기와 같은 언어를 쓰고 있다고 여겼을 것이라고 이제 나는 믿는다. 현대과학의 거대한 건축물이 이렇게 높아지는데, 서양에서 가장 머리좋은 사람들의 대부분은 그것을 꿰뚫어 보는 통찰력이 구석기 선조들의 수준이다.
- 기술은 [...] 요물이다. 그것은 한편 당신에게 선물을 주고, 다른 한편 당신의 등을 찌른다.

## 같이 보기
- 문화 전쟁 (Culture war)
- 과학 전쟁 (Science wars)
- 올더스 헉슬리
- 통섭
- 고슴도치, 여우, 그리고 훈장님의 발진 (The Hedgehog, the Fox, and the Magister's Pox)
- 라이만 브릭스 칼리지 (Lyman Briggs College)
- 루이스 멈퍼드
- 제럴드 허드 (Gerald Heard)
- 에지 재단 (Edge Foundation)
- 지식 체계 나무 (Tree of Knowledge System)